# Constant Detré
Constant Detré (Szilárd Eduard Diettmann)  né à Budapest (alors partie de l'Empire austro-hongrois) le 2 janvier 1891, et mort le 10 avril 1945 à Garnat-sur-Engièvre, un village du centre de la France (département de l’Allier) est un artiste peintre, dessinateur,  aquarelliste et pastelliste hongrois naturalisé français.
Il a quitté définitivement sa Hongrie natale dans des circonstances assez obscures à la suite de la répression contre le gouvernement de Béla Kun de 1919. Il s’installe à Paris (1920-1940) où il côtoie les artistes de l’École de Paris ainsi que les artistes de Montparnasse, dont plusieurs venaient d’Europe centrale, émigrés comme lui, tel son ami Pascin.

## Biographie
Constant Detré naît le 2 janvier 1891 à Budapest.
Par manque de données détaillées, la biographie de l’artiste est difficile à reconstituer, certains documents généalogiques officiels nous confirment que ses ancêtres étaient à des degrés divers artistes d’Europe centrale. Son arrière- grand-père Clemens Dittmann (d’origine germanique) est sculpteur qui vient de Vienne à Budapest au cours du XIXe siècle, où il a travaillé sur plusieurs bâtiments importants. Son grand-père Eduard Diettmann (Dittmann) était aussi sculpteur, il a épousé une Hongroise. Le père de Constant Detré, Eduard Diettmann   étant mécanicien en machine à vapeur, n’avait apparemment pas la fibre artistique.

### Débuts artistiques
Constant Detré étudie la peinture à Munich avec Simon Hollósy, l’un des plus grands artistes hongrois du XIXe siècle, celui-ci a organisé des sessions d’études dans les Carpates pour les élèves de l’école privée de peinture qu’il avait fondée dans la capitale bavaroise en 1886.

### Carrière

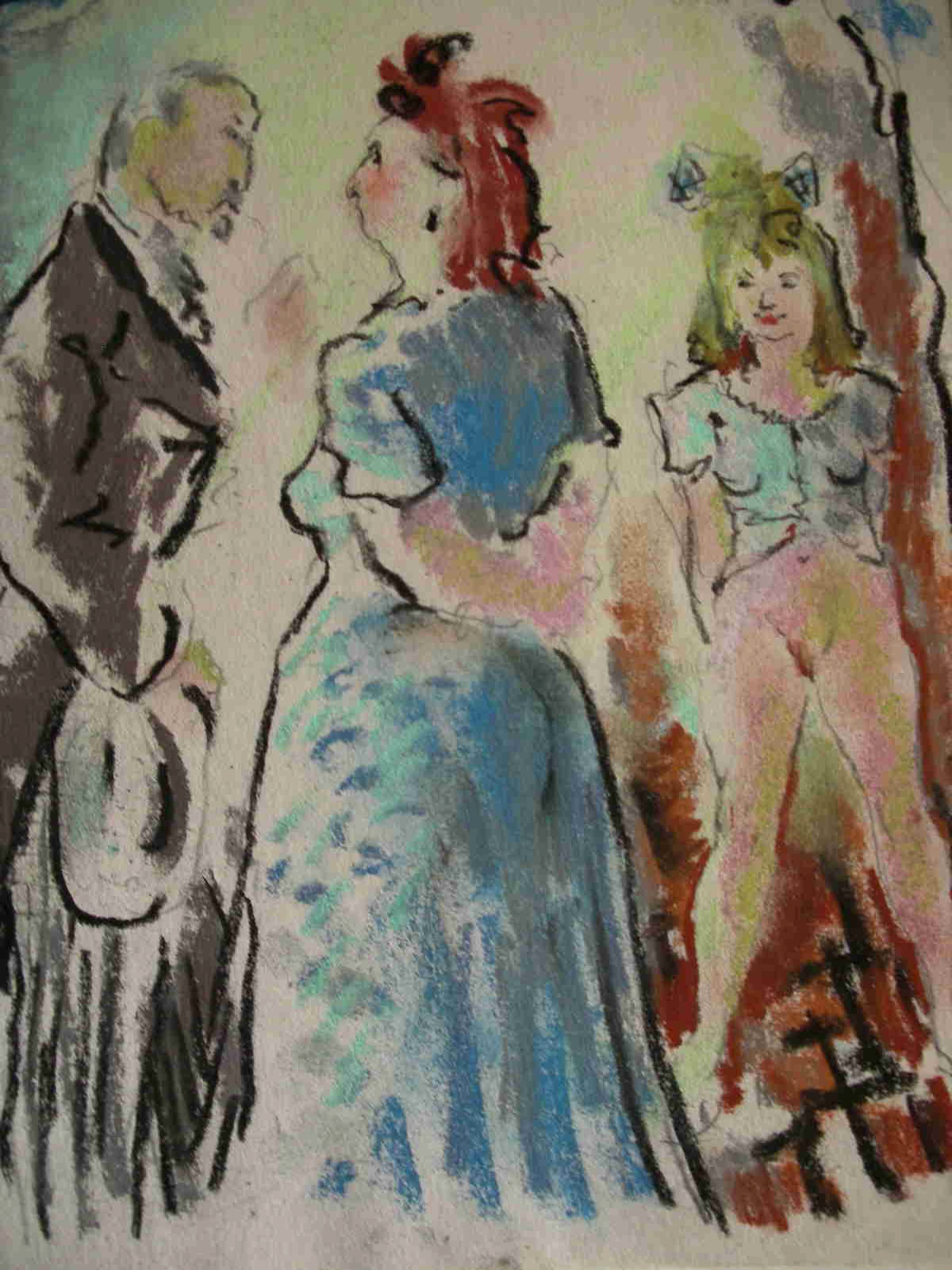
Constant Detré, À La Lanterne, vers 1925, pastel sur papier.

Constant Detré se rend à Paris en 1914, avant de revenir en Hongrie, mais la quitte à nouveau, peut–être en raison de la répression anti-communiste brutale lancée par Miklós Horthy (d’après un ami parisien, Detré aurait participé au gouvernement de Béla Kun en tant que « conseiller artistique » bien qu’aucun document officiel ne confirme cette hypothèse). En 1919 Detré retourne à Munich et devient metteur en scène dans une troupe de pantomime. Il s’installe à Paris en 1925 pour l’Exposition internationale des Arts décoratifs et industriels modernes. Il y rencontre Henri Matisse, Raoul Dufy, Tsugouharu Foujita, Moïse Kisling, Kiki de Montparnasse (qu’il a représentée à plusieurs reprises) ainsi que Pascin . Son premier mariage avec une hongroise Marie Mirkovsky   s’est terminé par un divorce sans enfant. Le 30 décembre 1933, il a épousé Claire Carnat, une jeune artiste française de talent (conceptrice de marionnettes). Il se fera naturaliser citoyen français peu de temps avant la Seconde Guerre mondiale, le 27 novembre 1936. Detré a travaillé comme professeur à l'Académie Julian. Il y enseignait, le dessin, l’art de la mode, la composition, l’harmonie des couleurs, l’histoire et l’art du Théâtre, les costumes, les décors. Ses dessins à l’encre (« Misères » et Marchands de Canon) représentent sa réaction indignée contre toutes formes d’injustice. Il illustre des livres (Thérèse Raquin de Zola). Comme Toulouse-Lautrec il est attiré par les Maisons closes. En témoignent ses dessins et pastels dit « Dessins à la Lanterne » reflétant bien l’atmosphère parisienne des années 1920-1930 à Paris. 
Constant Detré est surtout pastelliste, et sur ce plan, il a atteint un niveau de style et d’achèvement tout à fait remarquable, par la richesse des teintes, la profusion des sujets, la virtuosité du trait. Il a son style à lui qui se manifeste principalement par le choix de ses personnages, représentés dans des situations de tous les jours, attablés, ou assis, allongés dans l’herbe, debout mais toujours décontractés, voire alanguis. Parfois il se peint comme un voyeur, regardant de l’intérieur de sa toile ses modèles sans méfiance, de sorte que nous nous sentons attirés dans son monde comme si nous étions ses complices. Dans les années 1960, un certain nombre de ses œuvres ont été vendues aux enchères publiques à l’Hôtel Drouot à Paris, de sorte que ses œuvres continuent de ravir les collectionneurs privés tant en Europe qu’ailleurs,,.
Sa fille unique, Marie-Claire, par piété filiale, et indignée par la méconnaissance qu'a non seulement le grand public, mais aussi les experts, de cet artiste, a entrepris de raviver sa mémoire, par le biais d'un site détaillé (voir lien ci-dessous), et par un livre consacré à son père, qui réunit presque toute la documentation en sa possession.